# Biserica franciscană din Salzburg

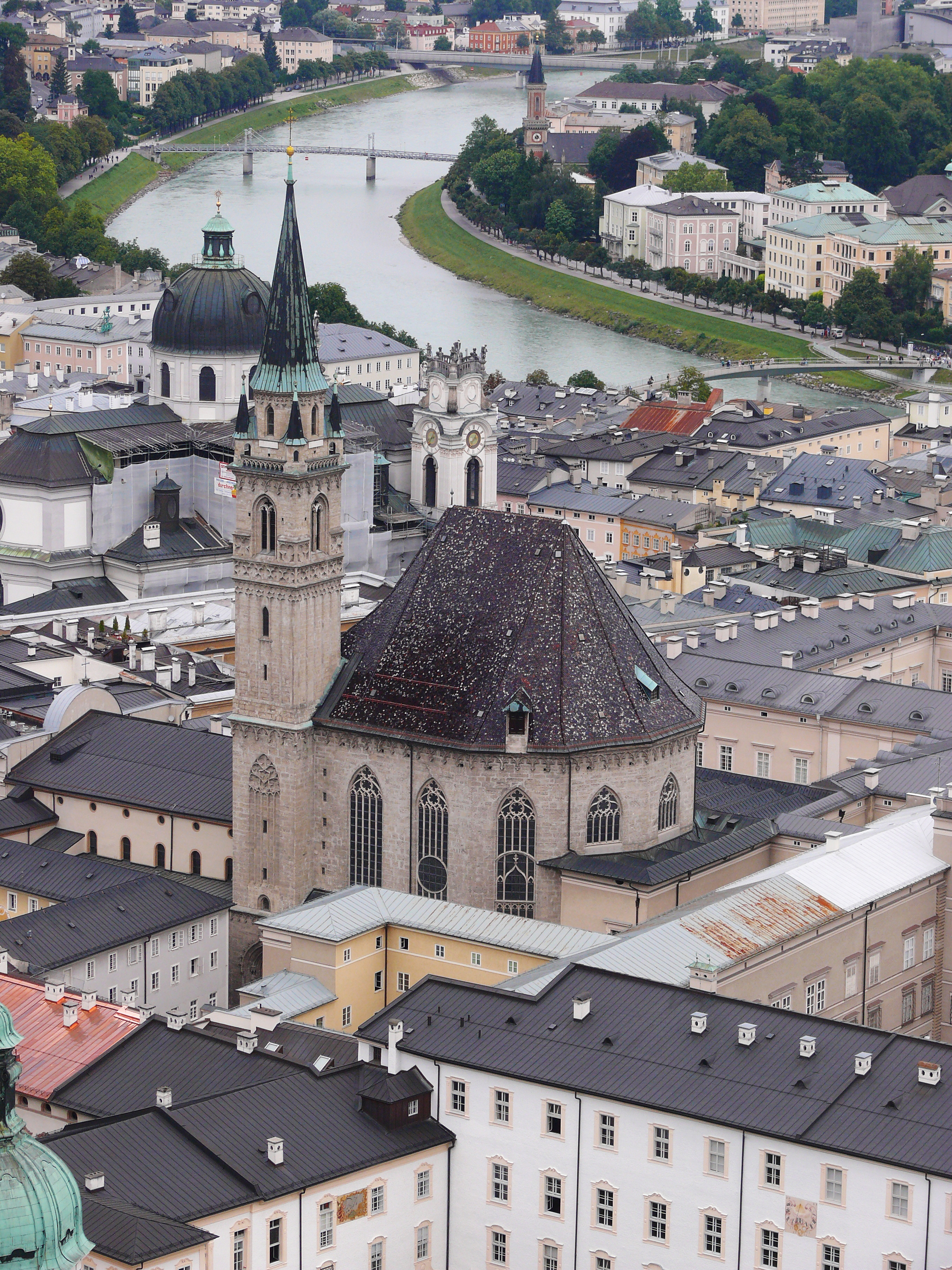
Biserica franciscană din Salzburg (Vedere de la Castelul Hohensalzburg)

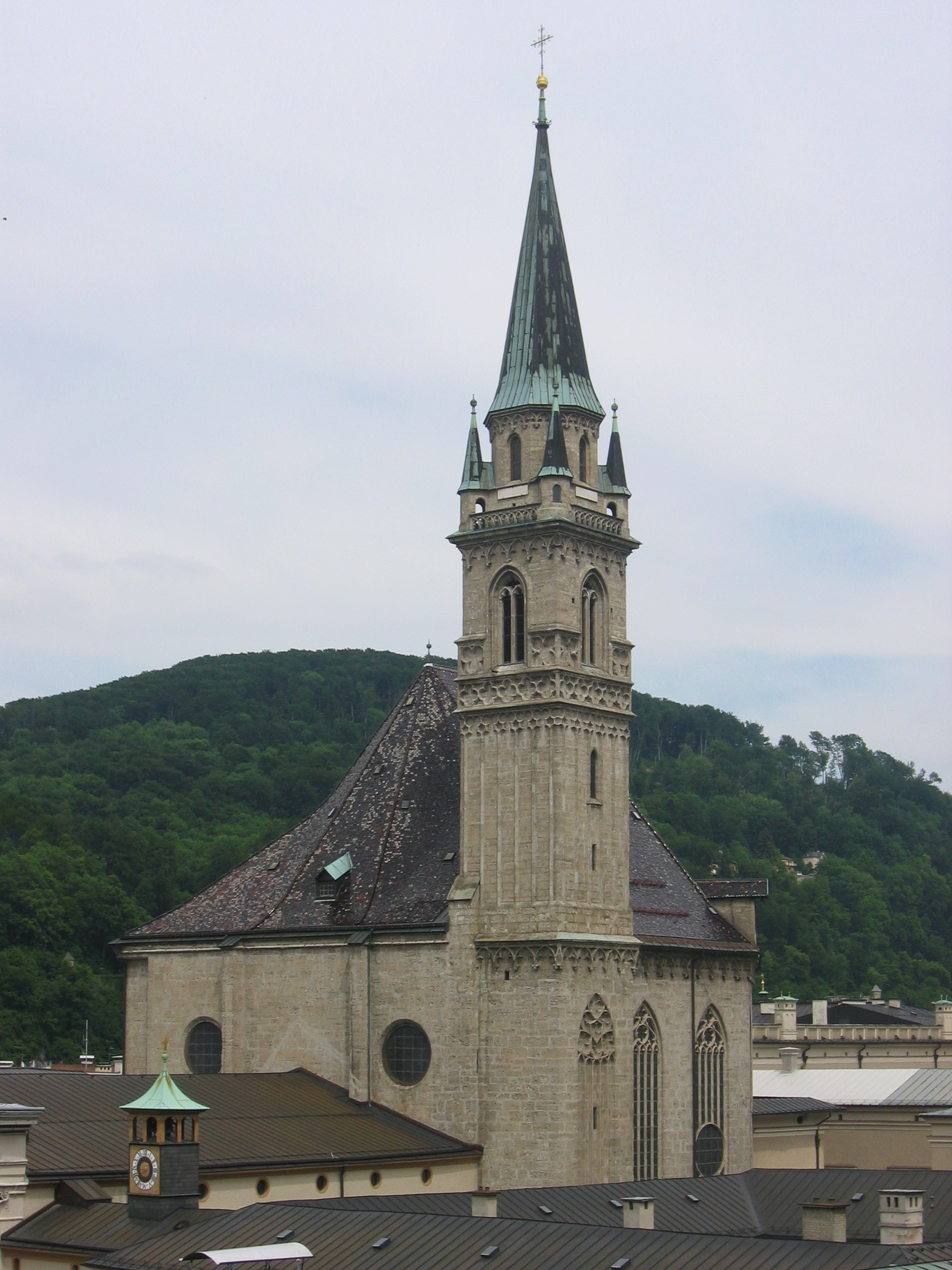
Biserica franciscană din Salzburg

Biserica franciscană din Salzburg (în germană Franziskanerkirche) este una dintre cele mai vechi biserici din Orașul vechi (Altstadt) din Salzburg și face parte din mănăstirea franciscană. Ea este situată în spațiul dintre Franziskanergasse în sud și Sigmund-Haffner-Gasse în est. Biserica franciscană este formată din două părți: bazilica inițială în formă de navă romanică cu o boltă cu nervuri și altarul în stil gotic târziu, având aceeași lățime ca și naosul, cu o boltă cu stele.

## Istoric

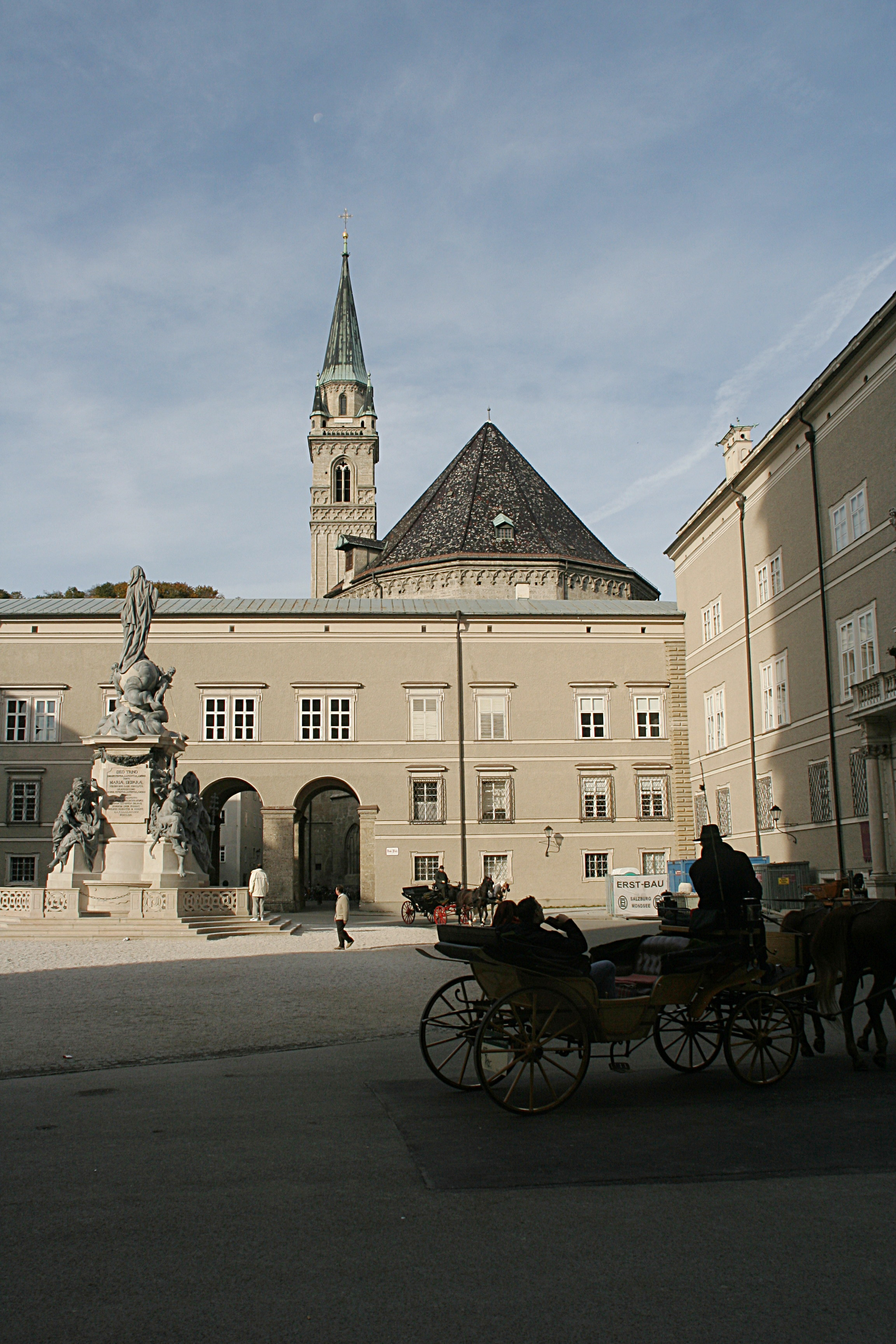
Biserica văzută din Domplatz

Prima biserică „Zu Unserer Lieben Frau” este, probabil, mai veche decât clădirea catedralei Sf. Virgil. Ea a fost construită pe locul unui lăcaș creștin timpuriu. În prima jumătate a secolului al VIII-lea, biserica dedicată Sfintei Fecioare Maria a fost restaurată pentru prima dată în timpul episcopului Virgil de Salzburg (745–784). Ea a fost întrebuințată inițial ca baptisteriu și biserică sinodală. Până în 1139 ea a aparținut de mănăstirea benedictină a Sfântului Petru, între 1130-1583 a fost biserică a călugărițelor benedictine, iar apoi din 1189 până în 1628 a fost simultan biserică parohială a orașului.
O nouă consacrare a bisericii în anul 1223 sugerează o clădire recent finalizată, naosul actualei biserici ar putea să dateze totuși din secolul al XII-lea. Și această biserică mariană a fost distrusă în mare parte de un incendiu care a avut loc în 1267. După 1408 s-a pus din nou pe tapet reconstruirea bisericii, care a început câțiva ani mai târziu sub conducerea meșterului Hans von Burghausen și a fost finalizată după moartea sa, în 1432, de către Stephan Krumenauer.
În 1592 arhiepiscopul Wolf Dietrich von Raitenau a dăruit biserica nou-înființatei provincii franciscane ca biserică de mănăstire. În 1635 noul Dom a devenit biserică parohială a orașului. Pentru o lungă perioadă de timp, stilul romanico-gotic al bisericii a fost considerat înapoiat și degenerat. Numai „stilul romanic” (Renașterea și dezvoltarea acesteia în baroc și rococo) a fost considerat ca estetic („barbarii” goți i-au învins pe „nobilii” romani, abia Goethe a pus din nou accentul pe valoarea artistica a goticului). Astfel arhiepiscopul Hieronymus von Colloredo (1772-1812) a vrut să demoleze în întregime „urâta” biserică și să construiască în locul ei o „rotondă în stil romanic” pe post de capelă a curții și de mausoleu al arhiepiscopilor de Salzburg. În 1793 Colloredo a renunțat la acest plan din cauza apariției unor deficiențe la demolarea aripei apropiate a reședinței construite în timpul lui Dietrich și a cheltuielilor mari pe care le-ar fi presupus noua construcție.

## Arhitectură și echipamente

### Turnul
Turnul actual al bisericii franciscane a fost înălțat în 1496-1498 după planurile unui meșter din Nürnberg care i-a conferit un aspect gotic. În 1670 a fost eliminat vârful turnului în stil gotic. Arhiepiscopul Max Gandolf von Kuenburg (1668-1687) a considerat că este nepotrivit ca turnul Bisericii Franciscane să fie mai înalt decât catedrala. Acest turn baroc a fost refăcut în stil gotic în perioada 1866-1867 de Joseph Wessiken.